# Marta Ugarte
Pour les articles homonymes, voir Ugarte.
Ugarte  Román est un nom espagnol. Le premier nom de famille, en général paternel, est Ugarte ; le second, en général maternel, souvent omis, est Román.
Marta Lidia Ugarte Román (29 juillet 1934 à Santiago - probablement 9 septembre 1976 à Peldehue) est une militante communiste, professeure et couturière chilienne, arrêtée disparue et assassinée par la Direction nationale du renseignement (DINA) pendant la dictature militaire d'Augusto Pinochet.
Son cadavre, torturé et brûlé, est placé dans un sac et lancé à la mer depuis un hélicoptère, avant d'apparaître sur la plage de la Ballena, à 180 km au nord de Santiago. La presse nationale en méconnaissant ou en dérobant son identité. Il s'agit de la première victime confirmée pendant la dictature. Membre du comité central du parti communiste du Chili (PCCh), Marta Ugarte a exercé le poste de chargée nationale d'éducation de son parti pendant le gouvernement de Salvador Allende,.

## Biographie
Marta Lidia Ugarte Román est née le 29 juillet 1934 à Santiago. Elle a deux sœurs, Hilda Eliana et Berta.
Elle est professeure et couturière. Elle milite au sein du parti communiste du Chili où elle est membre du Comité Central.
De 1970 à 1973, elle est secrétaire de la députée Mireya Baltra et chargée d'éducation du parti communiste. Elle est également cheffe provinciale à Santiago de la Junta de abastecimientos y precios (Commission d'approvisionnement et de prix) de la Direction de l'industrie et du commerce pendant le gouvernement de Salvador Allende. Après le coup d'État de 1973, elle doit passer à la clandestinité.

## Disparition
Le 9 août 1976, une de ses sœurs la voit se faire enlever de chez elle par la Policía de Investigaciones. Son arrestation n'a jamais été reconnue par les autorités de l'époque,.
Le 16 août 1976 une ressource d'amparo est demandé pour Marta Lidia Ugarte Román (numéro 761-76) mais n'est accceptée ni par la cour d'appel ni par la cour suprême de justice. Le propre président de la Cour Suprême refuse d'aider au prétexte que le service d'intelligence avait communiqué qu'aucune personne du nom de Marta Ugarte n'avait été arrêtée. Malgré tout, les membres de la famille présentent une plainte pour séquestration présumée au juge du crime de San Miguel. 

## Torture et mort
Selon le rapport de la Commission nationale de vérité et réconciliation, Marta Ugarte est enfermée dans le secteur dénommé « La Tour » dans le centre de détention de Villa Grimaldi. Elle subit diverses tortures : elle est entre autres brûlée et ses ongles sont arrachés.
Elle est ensuite déplacée au centre de détention Peldehue où, sur ordre du Colonel Germán Barriga, elle doit être assassinée par une injection administrée par Osvaldo Pincetti. Les agents de la DINA se rendent compte par la suite que le sac dans lequel elle se trouve bouge. Ils détachent alors un des câbles qui liait le corps de Marta Ugarte à un rail et l'utilise pour l'étrangler, puis referment le sac avec ce même câble. Les corps de Marta Ugarte et d'autres victimes sont ensuite chargés dans un hélicoptère Puma de l'armée afin d'être jetés à la mer. 
Le fait qu'un des câbles qui attachent le rail à Marta Ugarte ait été enlevé permet que son corps se détache et soit ramené vers la côte.

## Découverte du corps et montage journalistique
Le 12 septembre 1976, le corps de Marta Ugarte apparaît sur la plage La Ballena, dans la localité de Los Molles et est découvert par un pécheur. La presse nationale publie la nouvelle de l'assassinat d'une « jeune et belle femme » dont le corps a été trouvé par un pêcheur et évoque un crime passionnel,.
Le documentaire Le journal d'Agustín (2008) montre que sa torture et son assassinat par la DINA ont été cachés par la presse chilienne, à travers un montage journalistique. Les journaux El Mercurio, La Tercera et La Segunda décrivent la victime comme une belle jeune femme, morte à la suite d'un crime passionnel. La journaliste qui rédige la note de presse pour El Mercurio, Beatriz Undurraga, affirme dans le documentaire qu'elle a qualifié la victime de « jeune » car c'est l'impression que lui avait donné son corps, qui en réalité était très maigre. Cependant, son article de presse, de même que celles des autres journaux, établissait spécifiquement que l'âge de la victime était de 23 ans, alors que Marta Ugarte en avait en réalité 42.
Le corps de Marta Ugarte est finalement identifié le 23 septembre 1976 par ses sœurs, qui ont demandé à voir le cadavre de la femme trouvé sur la plage, identification par la suite confirmé avec une analyse dentaire faite le 27 septembre 1976 par Luis Ciocca Gómez, dentiste de Marta Ugarte,. Ses sœurs remarquent que « son bras gauche [...] tenait à peine, que ses mains n'avaient plus d'ongles et qu'il lui manquait un bout de langue ». Selon l'autopsie, sa mort est la conséquence des tortures, elle a souffert en vie « une luxofracture de colonne, un traumatisme toraco-abdominal avec des fractures costales multiples, rupture et éclatement du foie et de la rate, luxation des deux épaules et de la hanche, et une fracture double à l'avant-bras droit, et est décédée le 9 septembre 1976 ».

## Suites judiciaires
En 2016, le ministre en visite extraordinaire pour des causes de violations aux droits humains de la Cour d'appel de Santiago, Miguel Vázquez Plaza, condamne 28 personnes pour les crimes commis contre Ugarte. Les condamnés incluent d'anciens agents de la DINA et d'anciens pilotes du commandement aérien de l'armée, et les charges retenus sont la séquestration et le meurtre qualifié,. Ils sont condamnés à entre 12 ans et 61 jours de prison. Deux ans après, la Cour d'appel de Santiago rejette les pourvois en cassation et d'appel mais modifie la qualification de la séquestration de simple à qualifié, augmente certaines peines et acquitte cinq des condamnés. En 2021, la Cour Suprême rejette les pourvois en cassation et confirme leur condamnation.
Le jugement reconnaît également la responsabilité civile de l'État du Chili, et condamne le fisc à payer une indemnisation de 100 millions de pesos à Hilda et Berta Ugarte, sœurs de la victime.

## Hommages

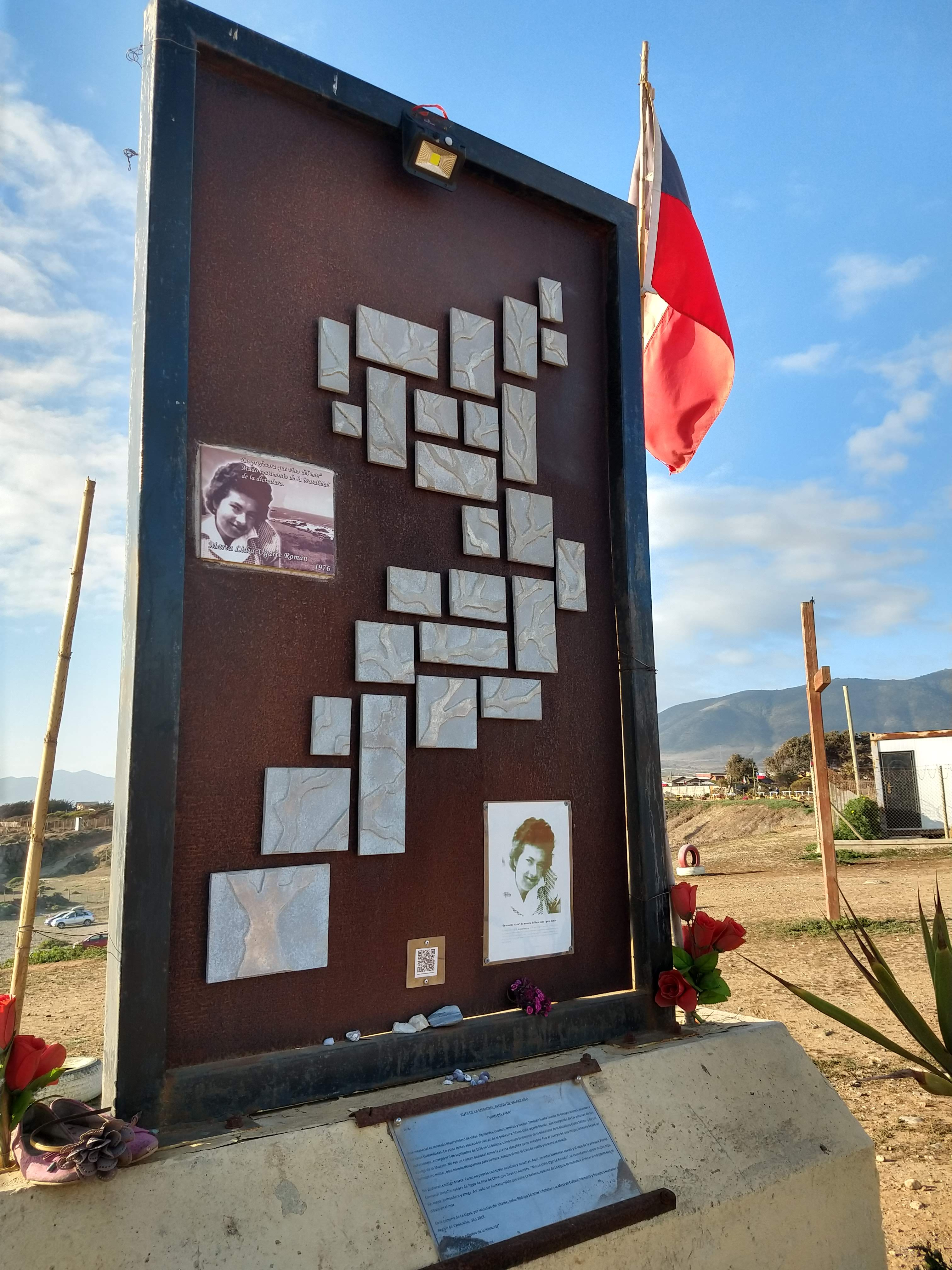
Mémorial sur la plage La Ballena en hommage à Marta Ugarte

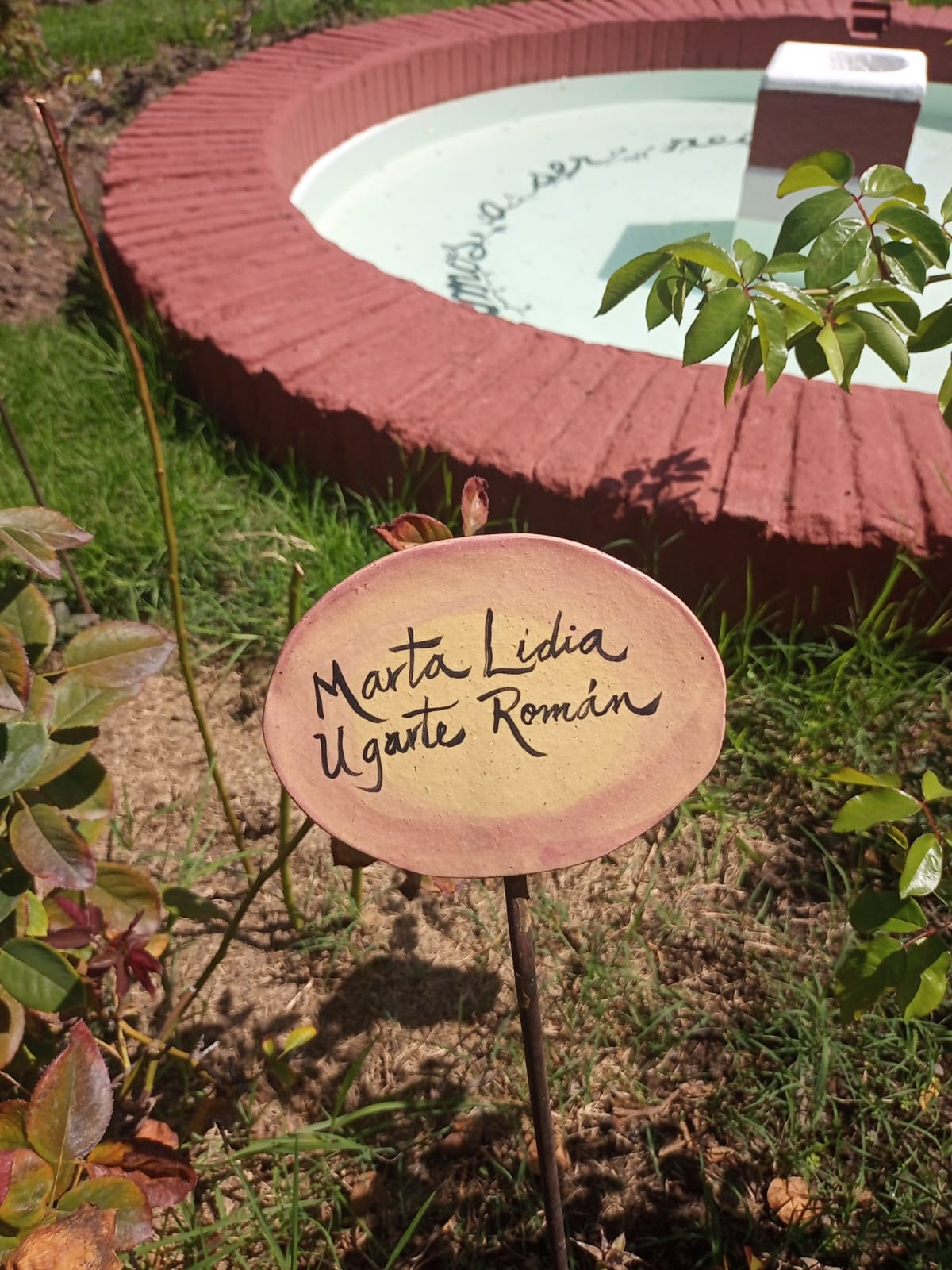
Rosier en son souvenir dans le parc Villa Grimaldi

- Le réalisateur de cinéma chilien Patricio Guzmán filme dans le Parc pour la Paix Villa Grimaldi pour reconstituer le parcours de Marta Ugarte, mentionné dans le documentaire Le Bouton de nacre[17],[18].
- Patricio Manns compose avec Manuel Meriño la chanson « Elle est venue de la mer » en hommage à Marta Ugarte Román. Elle est interprétée par le groupe Inti Illimani[19].
- En avril 2018, un mémorial à son honneur est inauguré sur la plage où a été trouvé son corps[20].
- En octobre 2020, la corporation culturelle Quilicura présente la pièce de théâtre Oleaje, dirigée par Constanza Thümler et Angelo Olivier, avec Rodrigo Morales de dramaturge, qui aborde le cas de Marta Ugarte. Le casting réunit les actrices Tamara Acosta, Paula Zúñiga, Trinidad González, Francisca Márquez et Alexandra von Hümmel[21].